# Mark Reeve

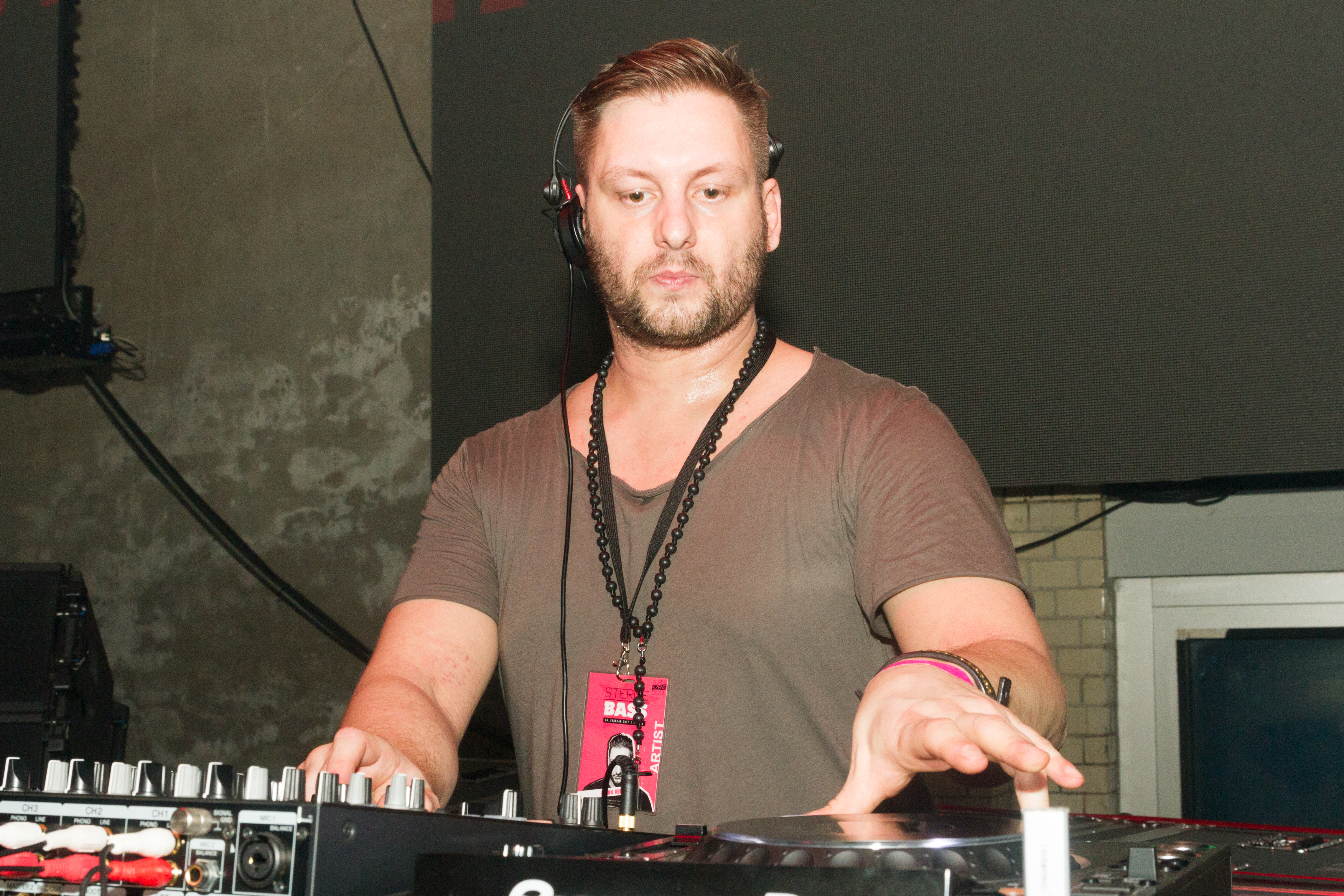
Mark Reeve beim Sterne und Bass Festival im Berliner E-Werk.

Mark Reeve (* 21. November 1978 in Poole, Vereinigtes Königreich) ist ein DJ und Produzent, der in Frankfurt am Main lebt.

## Leben
Bereits mit zwölf Jahren begann Reeve, eigene experimentelle Musikstücke zu entwickeln, mit denen es ihm gelang, sich in der Clubszene zu etablieren. Nach seinem 16. Lebensjahr verlegte er seinen Lebensmittelpunkt nach Deutschland, um dort die Aufmerksamkeit von Richie Hawtin und Sven Väth zu erlangen. Regelmäßige Veröffentlichungen erfolgten ab dem Jahr 2010 bei den verschiedensten Labels, wie Cocoon Recordings, dem Stammlabel von Sven Väth, Traum Schallplatten, Defected, Soma sowie Drumcode, auf welchem die in der Szene populären Einspielungen Far Away, Distance und Get It erschienen. 2015 gründete er sein eigenes Label.
Er spielte auf den Dance-Veranstaltungen Ruhr in Love (2012, 2017), Tomorrowland (2014), Mayday (2018), Cocoon Club sowie dem Drumcode Festival, welches in Zusammenarbeit mit der europäischen Promotionsgruppe Awakenings 2018 ins Leben gerufen wurde.

## Diskografie (Auswahl)

### Alben
- 2010: Pay Attention  (Nervine Records)
- 2011: Moving Horizons  (Traum Schallplatten)
- 2021: Breathe (Drumcode)

### Singles & EPs
- 2010: Push It (Variante Music)
- 2010: Tapesh, Mark Reeve – Bring Back 88 (Defected)
- 2011: Daybreak On Mars (Cocoon Recordings)
- 2011: Essential  (Leaders Of The New School)
- 2012: With Us (Cocoon Recordings)
- 2012: Dice (Soma Quality Recordings)
- 2012: Drumatic (Drumcode)
- 2012: Pig & Dan, Mark Reeve – Pollerwiesen (Herzblut Recordings)
- 2012: Gary Beck, Mark Reeve – Ars Poetica, Fabula (BEK Audio)
- 2012: Data (Onolog)
- 2013: Mark Reeve Vs. Taster Peter – Move It / Set Your Noise (Truesoul)
- 2013: Metamorph / Planet Blue (MB Elektronics)
- 2013: Pig&Dan* vs Mark Reeve – Psychonaut  (Waveform Recordings)
- 2015: Run Back (Drumcode)
- 2017: Don't You Want My Love  (Elevate)
- 2017: New Path (Truesoul)
- 2018: Far Away (Drumcode)
- 2018: Claustrophobic (SubVision)
- 2019: Geometric  (SubVision)
- 2020: Distance (Drumcode)